# 34 v. Chr.
Portal Geschichte | Portal Biografien | Aktuelle Ereignisse | Jahreskalender | Tagesartikel

◄ |
2. Jahrhundert v. Chr. |
1. Jahrhundert v. Chr. |
1. Jahrhundert |
►

◄ | 50er v. Chr. | 40er v. Chr. | 30er v. Chr. | 20er v. Chr. |
10er v. Chr. |
►

◄◄ | ◄ | 37 v. Chr. | 36 v. Chr. | 35 v. Chr. | 34 v. Chr. |
33 v. Chr. |
32 v. Chr. |
31 v. Chr. |
► |
►►
Staatsoberhäupter

## Ereignisse
- Marcus Antonius besetzt Armenien, nimmt dessen König Artavasdes II. gefangen und reorganisiert den römischen Osten, wobei Kleopatra VII. und Caesarion die oberste Gewalt nach Marc Anton erhalten.